# توم باباس
توم باباس (بالإنجليزية: Tom Pappas) هو منافس ألعاب قوى أمريكي، ولد في 6 سبتمبر 1976 في Azalea, Oregon ‏ في الولايات المتحدة.

## وصلات خارجية
- توم باباس على موقع الاتحاد الدولي لألعاب القوى (الإنجليزية)
- توم باباس على موقع اللجنة الأولمبية الدولية (الإنجليزية)
- توم باباس على موقع أوليمبيديا (الإنجليزية)
- توم باباس على موقع اللجنة الأولمبية والبارالمبية الأمريكية (الإنجليزية)